# ماتئو مسینا دنارو

ماتئو مسینا دونارو

ماتئو مسینا دنارو   (زادهٔ ۲۶ ژوئن)، تبهکار و رئیس باند جنایتکار مافیای سیسیل بود. از وی به عنوان «آخرین پدرخوانده» مافیای سیسیل، نامبرده می‌شود.
ماتئو مسینا دنارو  در جنوب غربی سیسیل و در قلب جرایم سازمان‌یافته بزرگ شد. او فرزند یکی از رؤسای مافیای محلی سیسیل بود.
وی پس از دستگیری «برناردو پروونزانو» در ۱۱ آوریل ۲۰۰۶ و «سالواتوره لو پیکولو» در نوامبر ۲۰۰۷ به عنوان رهبر جدید جنایتکاران سیسیلی جایگاه خود را تثبیت کرد. در ۱۲ آوریل ۲۰۰۱ مجلهٔ «لیسبرسو» یکی از دو هفته نامهٔ برجستهٔ ایتالیا این عنوان را روی جلد قرار داد: "اینجا رئیس جدید مافیا است"

## شهرت
دنارو که برخی از خونین‌ترین جنایات ایتالیا را در دهه ۹۰ میلادی برنامه‌ریزی کرده، پیش از بازداشتش در ژانویه سال جاری (۲۰۲۳)، ۳۰ سال تحت تعقیب بود. شهرت مافیای سیسیل (کوزا نوسترا) به دلیل خشونت و قساوت اوست.
افسانه‌های بسیاری حول شخصیت او وجود دارد و گفته می‌شود او با گفتن این جمله که «با آدم‌هایی که من کشتم به تنهایی یک قبرستان را پر می‌کنم»، به خود می‌بالید.

## جنایت‌ها
ماتئو مسینا دنارو به دلیل فعالیت‌هایش برای مافیای سیسیل (کوزا نوسترا) از جمله قتل «جووانی فالکونه»، قاضی ایتالیایی ضد مافیا در سال ۱۹۹۲ و بمب‌گذاری‌های مرگبار در رم، فلورانس و میلان به شش بار حبس ابد محکوم شده بود؛ او متحد «سالواتوره رینا» مشهور به «توتو»، پدرخواندۀ خانوادۀ «کورلئونزی» مافیای سیسیل بود. این خانواده الهام بخش فیلم پدرخوانده فرانسیس فورد کاپولا است.
دنارو در استان تراپانی در غرب سیسیل مستقر بود با این وجود تا زمان دستگیریش در ۱۶ ژانویه ۲۰۲۳ نفوذ او تا پالرمو، پایتخت این جزیره گسترش یافته بود.
وی پس از آغاز سرکوب گستردۀ مافیا توسط دولت ایتالیا در سال ۱۹۹۳ که به کاهش شدید قدرت کوزا نوسترا انجامید، متواری بود.
پلیس در نهایت وی را پس از مراجعه به یک کلینیک درمان سرطان در پالرمو دستگیر کرد.
«روبرتو ساویانو»، روزنامه‌نگار ضدمافیا در هنگام دستگیری او گفت: «او پادشاه بود. آخرین قتل‌عام کننده، کسی که کشتار وحشیانۀ "کوزا نوسترا" را به راه انداخت.»
با این حال جنایات ماتئو مسینا دنارو هولناک و فهرست قربانیانش بسیار طویل است؛ ازجملۀ این قربانیان می‌توان به «جوزپه دی‌ماتئو» کودک ۱۲ ساله گروگان گرفته شده که جسدش در اسید حل شده بود، اشاره کرد. پدر «جوزپه» در ماجرای قتل فالکونه علیه مافیا شهادت داده بود.
ماتئو مسینا دنارو  در سال‌های اختفا از راه‌های مختلفی همچون قاچاق مواد مخدر و قمار کسب درآمد می‌کرد.